# Waghatur
Waghatur – wieś w Armenii, w prowincji Sjunik. W 2011 roku liczyła 336 mieszkańców.